# Dolichopoda
Genre
Dolichopoda est un genre d'insectes orthoptères ensifères de la famille des Rhaphidophoridae. Ce sont des animaux lucifuges qui vivent la plupart du temps dans des cavités obscures : grottes, caves...

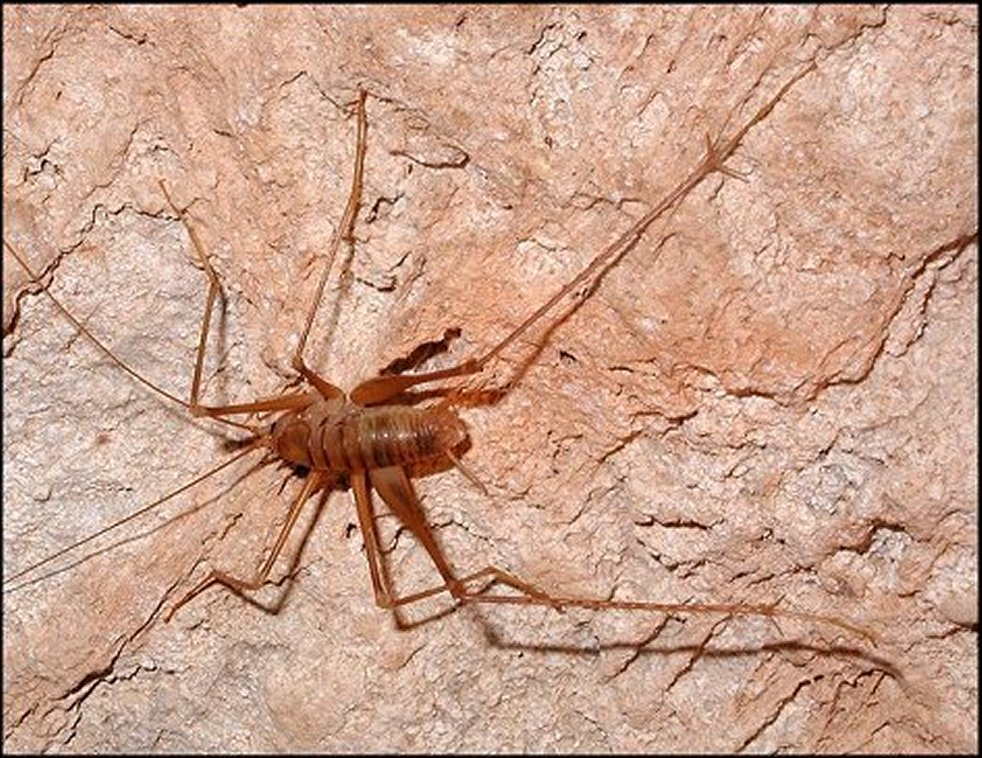
Dolichopoda linderi mâle dans la grotte du Gourp des Bœufs (Hérault)

## Liste d'espèces en Europe
- Dolichopoda aegilion
- Dolichopoda annae
- Dolichopoda araneiformis
- Dolichopoda azami
- Dolichopoda baccettii
- Dolichopoda bolivari
- Dolichopoda bormansi
- Dolichopoda calabra
- Dolichopoda calidnae
- Dolichopoda capreensis
- Dolichopoda cassagnaui
- Dolichopoda chopardi
- Dolichopoda cyrnensis
- Dolichopoda dalensi
- Dolichopoda geniculata
- Dolichopoda giulianae
- Dolichopoda graeca
- Dolichopoda hussoni
- Dolichopoda insignis
- Dolichopoda kalithea
- Dolichopoda laetitiae
- Dolichopoda ligustica
- Dolichopoda linderi
- Dolichopoda makrykapa
- Dolichopoda matsakisi
- Dolichopoda muceddai
- Dolichopoda naxia
- Dolichopoda palpata
- Dolichopoda paraskevi
- Dolichopoda patrizii
- Dolichopoda pavesii
- Dolichopoda petrochilosi
- Dolichopoda remyi
- Dolichopoda schiavazzii
- Dolichopoda steriotisi
- Dolichopoda thasosensis
- Dolichopoda unicolor
- Dolichopoda vandeli